# 軟体動物多様性学会
軟体動物多様性学会（なんたいどうぶつたようせいがっかい、Society for the Study of Molluscan Diversity）は、軟体動物（イカやタコ、貝類など）に関する研究や情報交換、保全を目的とした学会である。1988年に創立された山口貝類研究談話会が2009年1月に改称されて設立された。
主な活動は、会誌の発行、大会や観察会の開催などである。

## 出版物
会誌
- Molluscan Research

英文誌。オーストラレイシア軟体動物学会と共同で刊行している。
- Molluscan Diversity

和文誌。
- The Yuriyagai（旧 山口貝類研究談話会の会誌）